# Jackson (Missouri)
Jackson és una població dels Estats Units a l'estat de Missouri. Segons el cens del 2000 tenia 11.947 habitants.

## Demografia
Segons el cens del 2000, Jackson tenia 11.947 habitants, 4.708 habitatges, i 3.385 famílies. La densitat de població era de 455,8 habitants per km².
Dels 4.708 habitatges en un 36,9% hi vivien nens de menys de 18 anys, en un 59,2% hi vivien parelles casades, en un 9,9% dones solteres, i en un 28,1% no eren unitats familiars. En el 25,1% dels habitatges hi vivien persones soles l'11,9% de les quals corresponia a persones de 65 anys o més que vivien soles. El nombre mitjà de persones vivint en cada habitatge era de 2,5 i el nombre mitjà de persones que vivien en cada família era de 2,98.
Per edats la població es repartia de la següent manera: un 26,6% tenia menys de 18 anys, un 8,2% entre 18 i 24, un 29,9% entre 25 i 44, un 21,3% de 45 a 60 i un 14% 65 anys o més.
L'edat mediana era de 36 anys. Per cada 100 dones de 18 o més anys hi havia 85,8 homes.
La renda mediana per habitatge era de 10.412 $ i la renda mediana per família de 46.854 $. Els homes tenien una renda mediana de 35.212 $ mentre que les dones 19.994 $. La renda per capita de la població era de 18.799 $. Entorn del 5% de les famílies i el 6,7% de la població estaven per davall del llindar de pobresa.

## Poblacions més properes
El següent diagrama mostra les poblacions més properes.